# カルバート (土木構造物)

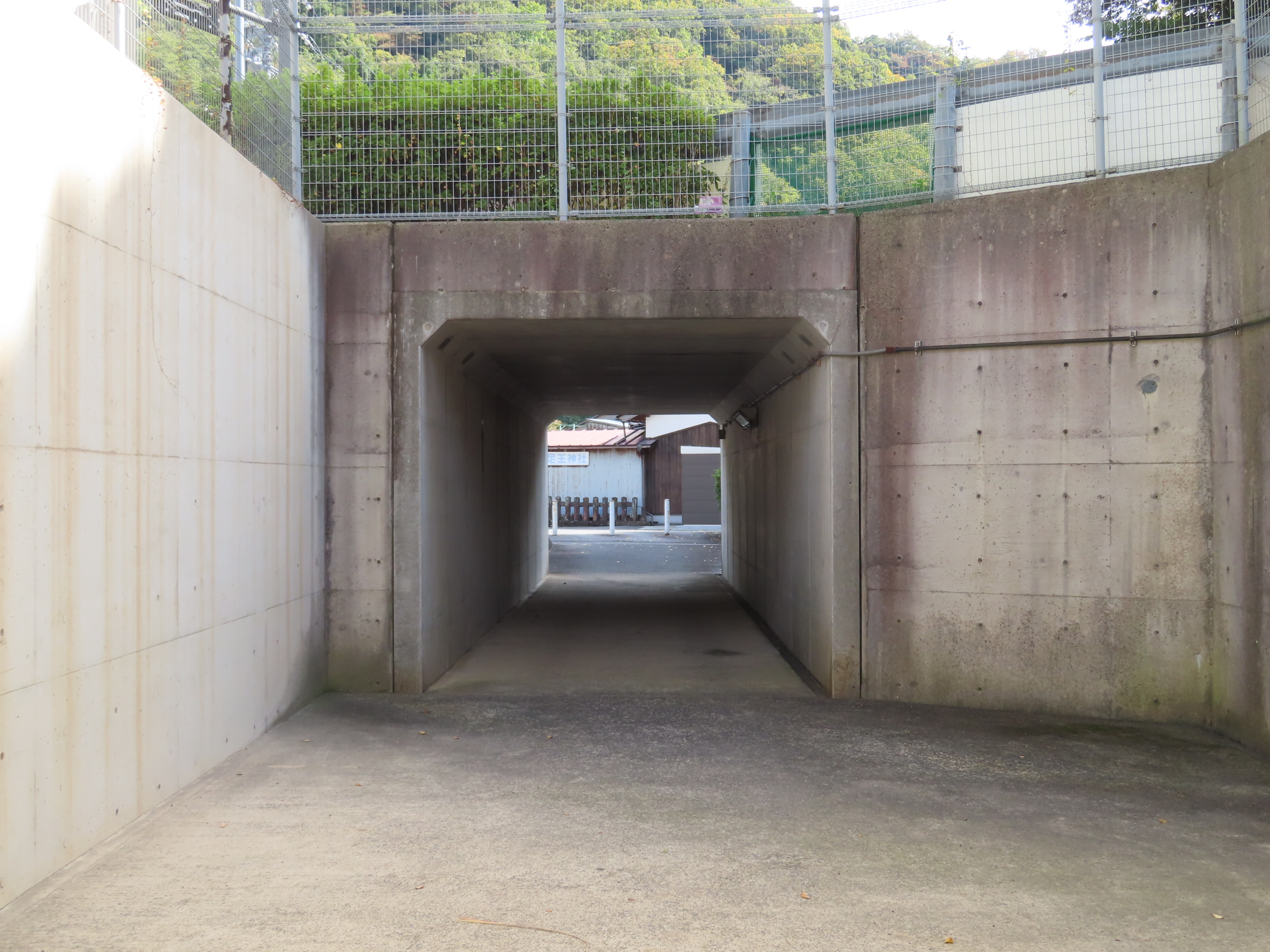
ボックスカルバート（島根県浜田市）

カルバート（culvert）とは、盛土の下や地盤内に空間を作り道路・鉄道・水路などを通すための構造物である。

## 概要
盛土の下や地盤内に道路・鉄道・水路などを通すための空間を設けるための構造物をカルバートと呼ぶ。また、カルバートを建設するための一連の作業をカルバート工と呼ぶ。土圧や活荷重に対して十分な強度を有するほか、水路に用いられるカルバートは豪雨時に断面の容量不足や流木・土砂などによる閉塞が起こらないようにしなければならない。

## 構造と特徴
カルバートの側面を土砂などの材料で充填させることを裏込めといい、そのための材料を裏込め土や裏込め材と呼ぶ。また、カルバートを設置するために掘削した部分を土砂で埋め、盛土や原地盤を元の状態に戻すことを埋戻しといい、そのための材料を埋戻し土や埋戻し材と呼ぶ。
カルバートは構造形状で分類して、剛性カルバートとたわみ性カルバートに分類される。剛性カルバートはボックスカルバート、門型カルバート、アーチカルバート、コンクリート製パイプカルバートに細別される。たわみ性カルバートにはコルゲートメタルカルバート、硬質塩化ビニルパイプカルバートがある。なお、これらは構造計算上では「従来型カルバート」と分類され、プレキャスト製品の大型化・長尺化や材料の多様化により、従来型とは異なったカルバートも開発・設置されている。
カルバートの設計にあたっては死荷重・活荷重・衝撃・土圧・水圧など常時働く荷重のほか、地震動による荷重を考慮する。想定する地震動とカルバートの重要度に応じて、損傷の許容レベルを変えて設計する。

### ボックスカルバート

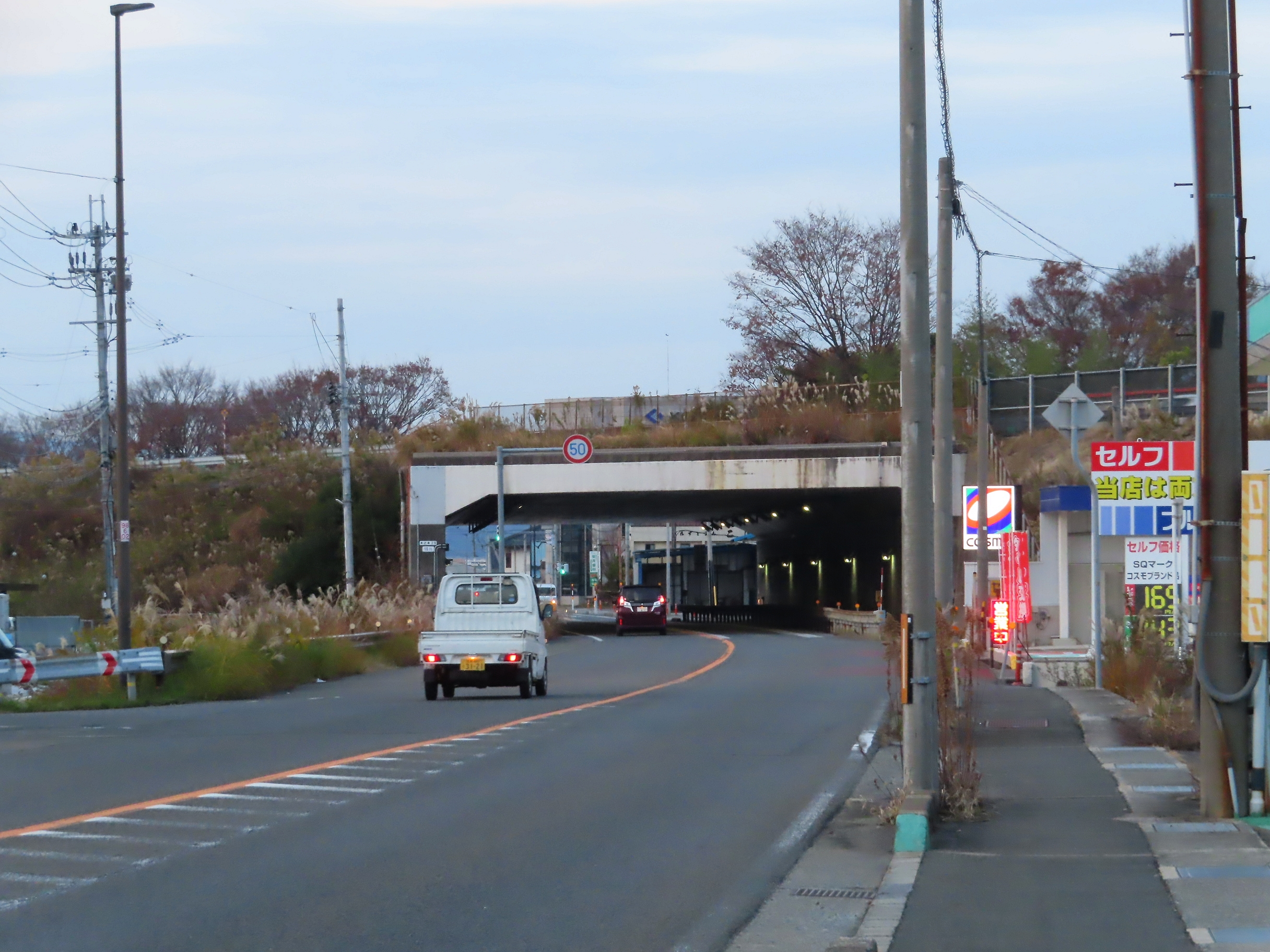
ボックスカルバートによる道路同士の交差（滋賀県長浜市）

断面形状が正方形または長方形のカルバート（底版・頂版・側壁により構成）。場所打ちとプレキャスト製品がある。
プレキャスト製品の場合、製法によって鉄筋コンクリート構造とプレストレストコンクリート構造に分けられる。鉄筋コンクリート構造のプレキャスト製品では、通路や一般の水路に用いる「1種」と、腐食性環境の水路に用いる「2種」がある。製法を問わず、設置条件による分類では「標準製品」のほかに、「マンホール用」（マンホールとの接合用開口部を設けたもの）、「取付管用」（取付管との接合用開口部を設けたもの）、「斜角用」（管路の屈曲や曲線がある部分に用いるもの）、「調整用」（管路の延長を考慮して有効長を調整したもの）に分けられる。プレキャスト製品の場合は、敷きモルタルと均しコンクリートを敷いた下に無筋コンクリートによる直接基礎を設ける。
内空空間の縦横比や土被り厚さにより作用する曲げモーメントに大きな変化があるため、ラーメン構造として計算して配筋や鉄筋量を決定する。上側の隅角部には原則としてハンチを設け、その大きさは側板や頂版の厚さの0.4-0.5倍とする。寒冷地で滞水による凍上を防止するために、頂版上面に2％程度の勾配をつけるのが望ましい。
設計で考慮する荷重は鉛直土圧・水平土圧・活荷重・地盤反力である。土被り厚さが小さいカルバートでは活荷重（自動車の通過など）の影響を強く受けるため、道路下のカルバートの場合は土被り厚さ3.5 m以下の場合は割増して構造計算する。また、土被り厚さが小さいとカルバート側方に用いる土（裏込め土）が沈下して舗装に不陸が生じるおそれがあるため、50 cm程度以上の土被りを確保できるように計画することが望ましい。
カルバートを複数連結させる場合の継手は通常は10-15 m間隔とし、カルバートの総延長が長い場合は外力が均一になる位置に継手が来るようにする。土被りが小さく1か所のみでよい場合は中央分離帯付近に設ける。
カルバートの設置条件によってはウィング（カルバートの表面に設けた台形のコンクリート板）を設ける。構造計算上ではカルバートを固定端とする片持梁形状となる。カルバート外壁からウィング先端までの長さは最大でも8 mとする。ウィング先端の高さは70 cm-1 mの範囲とし、ウィングの厚さはカルバート側壁の厚さを超えてはならない。なお、ウィングを設ける以外にもカルバート前面にU型擁壁（比較的小規模な場合）や補強土擁壁、ブロック積み（ウィングが長くなる場合にウィングと併用して用いる）などを設けることもある。また、水路用のカルバートでは洗堀を防ぐためカルバートの土中部に止水壁を設ける。

### 門型カルバート
ボックスカルバートとは異なり、底版がないカルバート。内空断面が大きい場合や底版の施工が困難な場合に用いられる。側面にある立壁のみで支持するため、基礎地盤が良好でなければならない。

### アーチカルバート

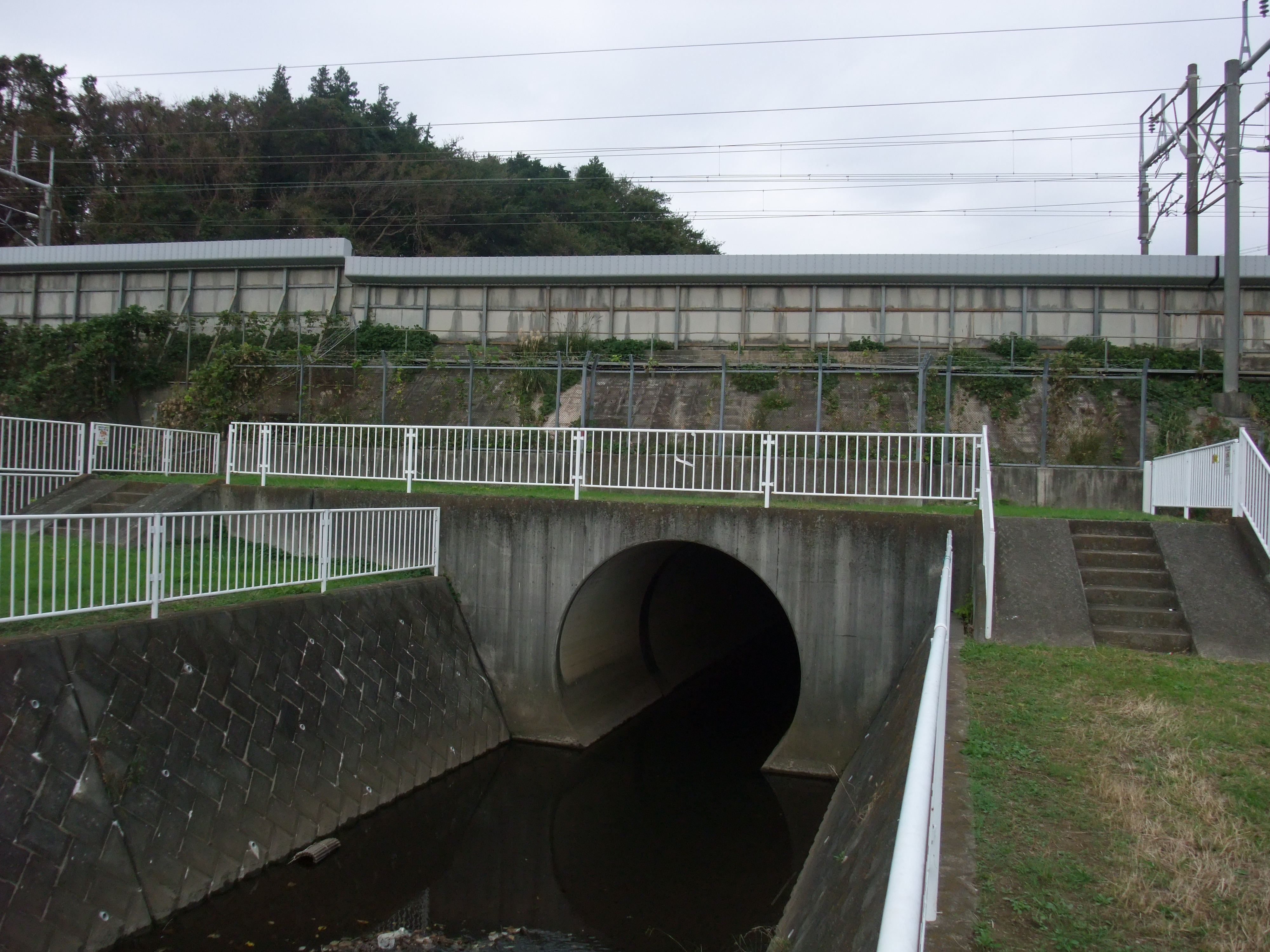
アーチカルバートによる鉄道と河川の交差（神奈川県綾瀬市）

頂版が曲面であり、アーチ効果により上載土圧を支持するカルバート。土被り厚さが大きい場合はボックスカルバートより経済的となる。地盤の傾斜などによる不同沈下が生じず、偏土圧が発生しないことが使用条件となる。プレキャストアーチカルバートの場合、土被りの条件によってI型（標準厚さで標準鉄筋）、II型（標準厚さで鉄筋量を増加）、特厚型（I型の約3割増の厚さ）の3種類に分類される。

### コンクリート製パイプカルバート
パイプカルバートはほとんどが水路用として用いられる。「管」とも呼ばれる。JIS製品として鉄筋コンクリート管、遠心力鉄筋コンクリート管、プレストレストコンクリート管があるが、管種によって強度が異なり、設置条件（土被り厚さ、荷重など）により適切な管種を選択する必要がある。また、管径は150 -3000 mmがあり、勾配や設計流量からマニング公式などを用いて管径を決定する。
基礎は比較的良好な地盤には砂基礎や砕石基礎を用い、基礎の支承角によって60°、90°、120°の3種類に分かれる。また、地盤が軟弱な場合や外力によって動きやすい場合はコンクリート基礎が用いられ、基礎の支承角（コンクリートを巻く角）によって90°、120°、180°に分かれる。管の耐荷力が不足する場合は、360°にコンクリートを巻いた基礎を用いる。
遠心力鉄筋コンクリート管は「JIS A5372 附属書C（規定）暗きょ類　推奨仕様C-2　遠心力鉄筋コンクリート管」に規定されているうちの外圧管が用いられる。管径や継手の形状によってB形管・NB形管・NC形管の3種に分類される。B形管は継手部が受口と差口でゴム輪を用いて接合するもので、最も一般的に用いられている。NB形管は形状はB形管とほぼ同じでありゴム輪で接合するが、継手部の受口と差口がB形管より長くなっている。NC形管はB形管より大きな管径が必要な場合に用いられ、継手部が印籠形でゴム輪を用いて接合する。曲げに対する強度で1種-3種に分けられ、このうち3種の強度はNC形管にのみ適用される。
プレストレストコンクリート管は「JIS A5373附属書Ｄ（規定）暗きょ類　推奨仕様D-1プレストレスコンクリート管」に規定されている外圧管が用いられている。管径や継手の形状によってS形・C形・NC形に分類される。S形管は継手部が受口と差口でゴム輪を用いて接合するもので、C形管より受口や差口が長くなっている。C形管はS形管より適用管径が大きく、継手部が印籠形でゴム輪を用いて接合する。NC形管はC形管とほぼ同様であるが、管厚が厚く、継手部がC形管と比べ長くなっている。地震で継手から管が抜け出すことを防ぎたい場合はS形やNC形が用いられ、またS形は曲げ強度が大きく曲線に敷設したい場合に適する。曲げに対する強度で高圧1種-3種、1種-3種に分けられている。
埋設方法は突出型（予め管を設置してから、その上に盛土する方法）と溝形（溝を掘ってから管を設置し、後に埋め戻す）の2種類がある。この埋設方法によって土から管に影響するせん断抵抗力の向きが異なる。コンクリート製パイプカルバートが地表面と接する吞口と吐口では、現場条件に応じて翼壁を設計する。また、管の基礎に水が浸透するのを防ぐ目的で、急勾配の水路などでボックスカルバートと同様に地中部に止水壁を設ける。
設計で考慮する荷重は鉛直土圧・活荷重・地盤反力である（ボックスカルバートとは異なり水平荷重は考慮しない）。土被り厚さが小さいとボックスカルバートと同様に活荷重の影響が大きくなる。

### コルゲートメタルカルバート

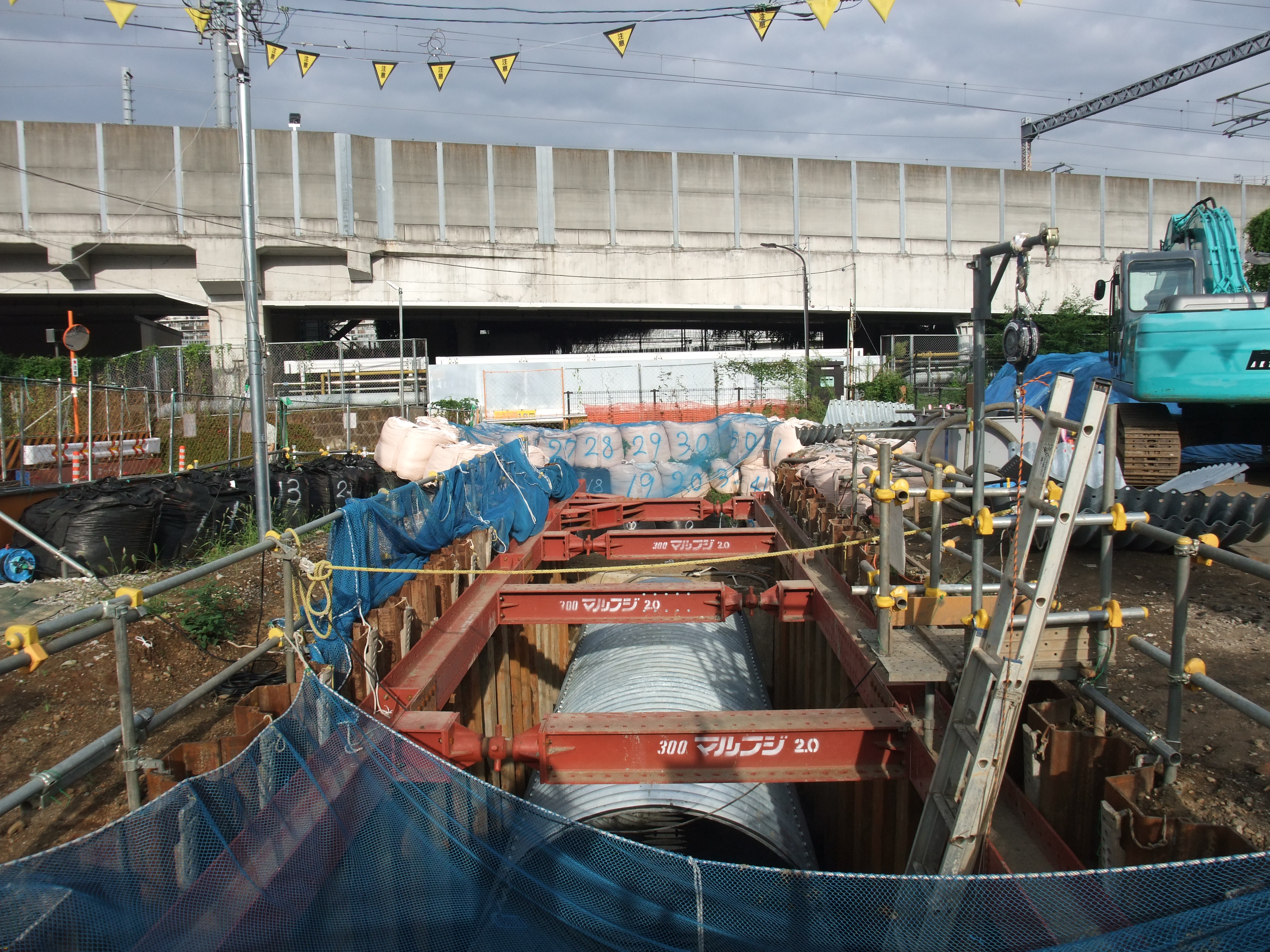
敷設途中のコルゲートメタルカルバート（東京都港区）

コルゲートメタルカルバートは波付けした鋼板を用いたもので、薄肉ではあるが外圧に対して大きな耐久性を持つ。形状はJIS G3471により規格が規定されており、管の形状や鋼板の波形、継手により種類が分けられる。たわみやすく鉛直土圧で簡単に変形するが、水平方向の径が大きくなることで水平方向の受働土圧が増大し、力学的には管が安定する。
断面形状は円形が基本で、力学的にも比較的単純で安定した形状であるほか、組立・施工も容易である。エロゲーション形は予め逆変形が5％付与されており、耐荷力が大きく、土被り厚さが大きい場合に適している。パイプアーチ形は土被り厚さが小さいときに用いられ、アーチ形は建築限界を大きく取る場合に使用される。継手部は構造物軸方向と円周方向に対してボルト継手が取られる。
軽量で運搬や施工がしやすく、使用を終えた後の転用ができる特徴を持つ。山岳部の施工や仮設用の水路に用いられることが多い。
水路としてコルゲートメタルカルバートを用いる場合は、石や砂による摩耗の防止や流水抵抗を小さくする目的でペービング（波形した鋼板が平滑になるよう内部にブロックをはめる）が行われる。一般には内部の円周のうちの1/2か1/4を標準にペービングが行われる。
コルゲートメタルカルバートは表面処理として通常は亜鉛めっきが塗装されているが、酸性有機質土壌や塩水、汚水などに対して耐食性を持たせたい場合は瀝青塗料を0.3-1.0 mm厚で塗布する。

### 硬質塩化ビニルパイプカルバート
硬質塩化ビニルパイプは、JIS K6741で呼び径や肉厚によりVP管（一般管）とVU管（薄肉管）の2種類が規定されているが、通常はVU管が用いられる。管は軽量のため長尺で取り扱うことができ、また酸やアルカリにも強い特長を持つ。しかし、寒冷地で用いる場合はもろくなりやすい短所を持つ。勾配や設計流量からマニング公式などを用いて管径を決定する。接合方式は接着剤により受口と差口を接合する「接着接合方式」と、継手の受溝部に装着されたゴム輪の反発弾性を利用して管同士の水密性を確保した「ゴム輪接合方式」の2種類がある。
設置は盛土の場合でも施工後に溝を掘り、砂基礎を用いて埋設する方法（溝型）が一般的である。
設計で考慮する荷重は、埋戻し土による土圧・地盤反力・活荷重である。管路機能を保持するため、たわみ率は5％までに抑える。

## 施工

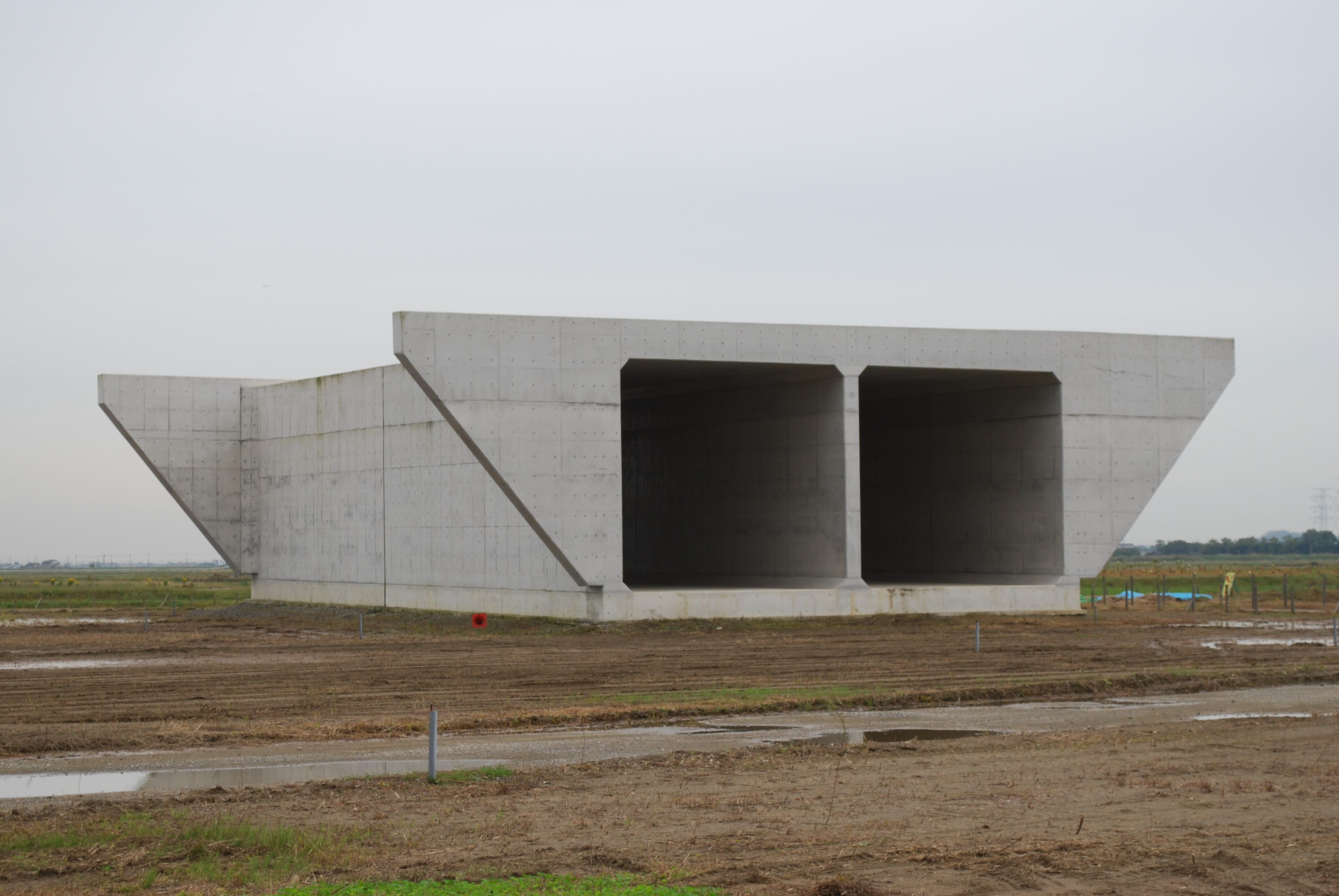
施工途中のボックスカルバート（茨城県稲敷市）。盛土が施工されていないため、裏込め土の施工を待つ状態。

カルバートの施工は準備工、床掘り、基礎工、本体工、裏込め工、埋戻し工の順番で施工する。もともとの地形が河川など流水が認められる場合は仮排水を行う。
本体工を行う際は、コンクリート製の場所打ちボックスカルバートでは底版、側面、頂版の順にコンクリートを打設する（門型カルバートの場合は底版が省略される）。伸縮継目の止水板設置時は空隙を生じさせず、漏水が起きないように入念に施工する必要がある。プレストレストボックスカルバートの施工の場合は、コンクリート基礎面を清掃した後に敷きモルタルを凹凸なく敷き詰めから据えつける。
裏込め工はカルバートに接続する部分の路面の沈下に大きな影響を及ぼすのみならず、カルバートに水平土圧を適切に作用させ、管に作用する曲げモーメントの応力を小さくする上でも重要である。裏込め土の材料は締固めが容易で、非圧縮性・透水性があり、水が浸入しても強度が低下しない材料を用いる必要がある。すなわち、粒度のよい粗粒土が良質な裏込め土となる。湧水が多いところでは地下排水溝や縦排水路を設置して、裏込め土の含水比が大きくならないようにしなければならない。
土を締固めるにあたって、一層あたり厚さ20-30 cm以下になるようにまき出し、十分に締固めする。特にパイプカルバートでは管側部の締固め不足が生じやすく、小型の締固め用機械などで十分に締固める。また、締固め時にカルバート本体への損傷や偏土圧の発生を避けるようにしなければならない。

## 維持管理
カルバートの機能を維持するために点検により状況を把握し、塵芥の堆積や草木の繁茂などを清掃によって防ぐ必要がある。点検にあっては必要に応じてリフト車やはしご車を用い、目視観察のほか必要に応じてハンマーによる打音検査や損傷状態の記録を行う。
カルバート上面の場合、滞水や溢水、段差、不同沈下が生じていないかが点検でのポイントとなる。カルバートの機能低下で最も多い事例とされるのは、裏込め部の沈下によって上部で段差が発生することである。この段差を補修する場合は裏込め土を入念に転圧し、十分に排水処理を行う必要がある。
カルバート内部は内空断面や通水断面の確保状況、滞水、ひび割れ、漏水、継手の異常などが点検でのポイントとなる。既設のカルバートが破損、腐食などで機能を維持できなくなった場合には、既設カルバート内部にカルバートを新たに構築する更生工法が行われる。